# Joel Zumaya
Joel Martin Zumaya (né le 9 novembre 1984 à Chula Vista, Californie, États-Unis) est un ancien lancerur droitier de baseball qui évolue dans la Ligue majeure pour les Tigers de Détroit de 2006 à 2010.
Zumaya est réputé pour ses balles rapides, il n'est pas rare qu'il lance à plus de 100 miles par heure soit plus de 160 km/h. En 2006, il établit un record (depuis battu) avec un lancer qui atteint 104,8 miles à l'heure (168,6 km/h). Blessé au coude, il rate les saisons 2011 et 2012.

## Carrière

### Tigers de Detroit

#### Saison 2006
À la sortie de ses études secondaires à la Bonita Vista High School de Chula Vista (Californie), Joel Zumaya est repêché en juin 2002 par les Tigers de Détroit. Il passe quatre saisons en Ligues mineures avant de débuter en Ligue majeure le 3 avril 2006. Il connaît une excellente saison recrue avec une moyenne de points mérités d'à peine 1,94 en 83 manches et un tiers lancées. En 62 sorties en relève, il remporte 6 victoires contre 3 défaites et enregistre un sauvetage. Il remporte sa première victoire dans les majeures aux dépens des Angels de Los Angeles le 3 mai et récolte son premier sauvetage le 11 juin contre les Blue Jays de Toronto.
Le 10 octobre 2006, dans un match de Série de championnat de la Ligue américaine entre les Tigers et les A's d'Oakland, une balle rapide de Zumaya atteint 104,8 miles à l'heure (168,6 km/h). Il s'agit du lancer le plus rapide jamais mesuré dans un match de la Ligue majeure de baseball. Ce record tient jusqu'en 2010 lorsqu'il est battu par Aroldis Chapman. Il n'est pas rare que Zumaya lance à plus de 100 miles par heure, soit plus de 160 km/h.
Zumaya joue en Série mondiale 2006 avec Detroit et effectue trois sorties en relève, pour un total de trois manches lancées. Il est lanceur perdant du quatrième match de finale contre les Cardinals de Saint-Louis. Ces derniers remportent le titre quelques jours plus tard.

#### Saisons 2007 à 2011
Souvent blessé, Zumaya ne joue que de 21 à 31 parties par saison de 2007 à 2010. Une blessure au coude tient Zumaya à l'écart du jeu pendant toute la saison de baseball 2011.

### Twins du Minnesota
Le 18 janvier 2012, il signe un contrat d'un an avec les Twins du Minnesota. De nouveau blessé, il décide de se faire opérer au ligament collatéral ulnaire et, puisqu'il doit s'absenter toute la saison 2012, est libéré par les Twins.

## Statistiques
| Saison | Équipe  | G   | GS | CG | SHO | V  | D  | SV | IP    | SO  | ERA  |
| ------ | ------- | --- | -- | -- | --- | -- | -- | -- | ----- | --- | ---- |
| 2006   | Détroit | 62  | 0  | 0  | 0   | 6  | 3  | 1  | 83.1  | 97  | 1,94 |
| 2007   | Détroit | 28  | 0  | 0  | 0   | 2  | 3  | 1  | 33.2  | 27  | 4,28 |
| 2008   | Détroit | 21  | 0  | 0  | 0   | 0  | 2  | 1  | 3.7   | 22  | 3,47 |
| 2009   | Détroit | 29  | 0  | 0  | 0   | 3  | 3  | 1  | 31.0  | 30  | 4,94 |
| 2010   | Détroit | 31  | 0  | 0  | 0   | 2  | 1  | 1  | 38.1  | 34  | 2,58 |
| Totaux | Totaux  | 171 | 0  | 0  | 0   | 13 | 12 | 5  | 209.2 | 210 | 3,05 |

| Saison | Équipe  | G | GS | CG | SHO | V | D | SV | IP  | SO | ERA  |
| ------ | ------- | - | -- | -- | --- | - | - | -- | --- | -- | ---- |
| 2006   | Détroit | 6 | 0  | 0  | 0   | 0 | 1 | 0  | 6.0 | 6  | 3,00 |
| Totaux | Totaux  | 6 | 0  | 0  | 0   | 0 | 1 | 0  | 6.0 | 6  | 3,00 |

Note: G = Matches joués ; GS = Matches comme lanceur partant ; CG = Matches complets ; SHO = Blanchissages ; 
V = Victoires ; D = Défaites ; SV = Sauvetages ; IP = Manches lancées ; SO = retraits sur des prises ; ERA = Moyenne de points mérités.